# Pughs matris
Pughs matris, Pughmetoden eller Pughs konceptval, uppkallad efter den brittiske ingenjören Stuart Pugh, är en metod för att på ett så objektivt och systematiskt sätt som möjligt välja den bästa av flera möjliga lösningar på ett problem. Metoden är väldigt generell till sin natur, och kan därför användas för att välja en lösning för många olika typer av problem, men används oftast inom ingenjörsområdet för att lösa design- och konstruktionsproblem. Den kan dock även användas för att värdera investeringar, inköp eller andra situationer som innefattar olika valmöjligheter.
När man ska använda sig av Pughs matris för att lösa ett problem måste man först ha kommit fram till flera alternativa lösningar. Man låter sedan en grupp som har kunskap om faktorer som påverkar valet, välja ut ett par kriterier som ska användas för att värdera lösningsalternativens lämplighet och bestämma hur viktig var och en av kriterierna är. Därefter poängsätter man varje möjlig lösning utifrån hur bra den uppfyller de uppsatta kriterierna, och viktar poängen efter hur viktiga kriterierna är. Man kan sedan se vilket lösningsalternativ som fått högst totalpoäng. 
Ett exempel på hur matrisen kan vara uppbyggd finns nedanför, i kolumnen till vänster skrivs kriterier ned, så som egenskaper och krav som bör uppfyllas. I raden längst upp placeras sedan de olika valmöjligheterna, koncepten. Då vissa kriterier är viktigare än andra kan en viktning av dem göras, exempelvis kan en skala från 1 till 5 användas där ett mindre viktigt kriterium kan tilldelas värdet 1 och ett mycket viktigt kriterium tilldelas värdet 5.
För att kunna värdera koncepten använder man sig av en referens, detta kan vara en befintlig produkt. Referensen används som utgångspunkt vid poängsättning av de olika koncepten, värdet på referensen sätts därför alltid till 0. Vid poängsättningen kan koncepten antingen vara likvärdiga, mycket bättre, bättre, sämre eller mycket sämre än referensen. För att enklare kunna räkna ut poängsättningen används därför ofta en skala från -2 till +2 där värdet 0 är likvärdigt med referensen.
När poängräkningen är gjord kan sedan resultatet läsas av. Det finns flera olika metoder för att summera poängen. I den allra enklaste matrisen räknas endast summan ut för de olika koncepten. Har gruppen använt sig av viktning på de olika kriterierna kan även en viktad summa utläsas. Utöver dessa alternativ kan även plustecken och minustecken summeras. Exempelvis kan det koncept som får högst summa innefatta för stor spridning av negativa och positiva tecken vilket medför större ovisshet om beslutet. 
Ett exempel på användning av matrisen kan vara följande: referensobjektet är en "tratt" och koncept j, är ett "vattenglas", där kriteriet i är att "kvarhålla vatten". I det fallet klarar koncept j kravet mycket bättre än referensobjektet och därför får Xij poängen +2, vilket visas i matrisen nedanför.
|              | Viktning | Referens | Koncept 1 | Koncept 2 | ...      | Koncept N |
| ------------ | -------- | -------- | --------- | --------- | -------- | --------- |
| Kriterium 1  |          | 0        | x11       | x12       | ...      | x1N       |
| Kriterium 2  |          | 0        | x21       | x22       | ...      | x2N       |
|              | ...      | ...      | ...       | ...       | Xij = +2 | ...       |
| Kriterium M  |          |          | xM1       | xM2       | ...      | xMN       |
|              |          |          |           |           |          |           |
| Antal +      |          |          |           |           |          |           |
| Antal -      |          |          |           |           |          |           |
| Summa        |          |          |           |           |          |           |
| Viktad summa |          |          |           |           |          |           |